# 高知県立須崎高等学校
高知県立須崎高等学校（こうちけんりつ すさきこうとうがっこう）は、かつて高知県須崎市に所在した公立の高等学校。
高岡郡中土佐町に久礼分校があったが、2007年度をもって久礼分校は廃校。

## 設置学科
本校
- 全日制
  - 普通科（2017年入学生以降。2019年4月に須崎総合高校普通科に転籍）
  - 総合学科 （2016年入学生まで）
    - 文理I系列
    - 文理II系列
    - 商業系列
    - 生活系列
- 定時制
  - 普通科

久礼分校 （2008年3月閉校）
- 全日制
  - 家政科

## 沿革
- 1946年 - 須崎中学校及び須崎高等女学校として創立。
- 1948年 - 高知県立須崎高等学校として発足。中土佐町久礼に定時制被服科別科（久礼分校）を設置。
- 1949年 - 本校に定時制普通科を併設。
- 1954年 - 本校に全日制商業科を併設。
- 1958年 - 久礼分校の専攻科を廃止。
- 1965年 - 久礼分校の被服別科を全日制被服科に改編。
- 1988年 - 久礼分校の被服科を家政科に改編。
- 2002年 - 本校の普通科と商業科を総合学科へ改編。
- 2007年4月 - 定時制課程を学年制から単位制に改編。
- 2008年3月 - 久礼分校閉校。
- 2017年4月 - 総合学科を改編し、再度普通科を設置する。
- 2019年3月 - 高知県立須崎工業高等学校と統合し、閉校。1年生、2年生と定時制の3年生は新設の高知県立須崎総合高等学校に移った[1][2]。

## 著名な卒業生
- 窪添慶文 - 御茶ノ水女子大学教授
- 佐竹茂市 - 前龍馬学園理事長、横山隆一記念館館長
- 中越昌一 - 白水社
- 笹岡豊徳 - 須崎市市長
- 松本文雅 - 元高知漫画グループくじらの会会長
- 青木博幸 - 歯科医師（矯正・人工歯根）
- 中山健 - 石油天然ガス・金属鉱物資源機構・海外事務所長
- 八代順子 - 元女優
- 市川哲也 - 推理小説家